# Toti (Hrvati u Mađarskoj)
Toti (jedn. Tot, od mađ. Tóth) su jedna od skupina Hrvata u Mađarskoj. Pored naroda Hrvata, ime "Tóth" u drugim dijelovima Mađarske je označavao Slovake odnosno Slavene.
Ime su dobili po jednom od imena za Slavoniju na mađarskom jeziku: Tothorszag.
Nalazili su se južno od Blatnog jezera, primjerice u selu Sentpalu (mađ.  Somogyszentpál) ili u Budžaku (mađ. Buzsák, Bucsák) ispod Blatnog jezera (Balatina). Hrvati u blizini Blatnog jezera su zabilježeni u selima Tótgyugy, Táska itd.
Govorili su štokavskim narječjem hrvatskog jezika i to slavonskim dijalektom.
Podrijetlom su bili s područja između rijeka Save i Drave kojeg su Mađari nazivali Totország, a doseljene Hrvate Totima. Ti Hrvati su vremenom prihvatili to subetničko ime
O Božićnim običajima totskih Hrvata je pisao Đuro Franković.
Izvori iz 15. i 16. st. ih bilježe i kao Dalmatince, Ilire i Hrvate (selo Budžak). 
Danas su u potpunosti asimilirani u Mađare.